# Olympische Sommerspiele 1980/Teilnehmer (Australien)
| Gelbes Symbol für Goldmedaillen mit stilisierten Olympischen Ringen | Graues Symbol für Silbermedaillen mit stilisierten Olympischen Ringen | Braundes Symbol für Bronzemedaillen mit stilisierten Olympischen Ringen |
| ------------------------------------------------------------------- | --------------------------------------------------------------------- | ----------------------------------------------------------------------- |
| 2                                                                   | 2                                                                     | 5                                                                       |

Australien nahm an den Olympischen Sommerspielen 1980 in Moskau, UdSSR, mit einer Delegation von 121 Sportlern (93 Männer und 28 Frauen) teil. Wegen des Boykotts startete man unter der olympischen Flagge.

## Medaillengewinner

### Gold
| Name(n)                                               | Sportart  | Wettkampf                  |
| ----------------------------------------------------- | --------- | -------------------------- |
| Neil Brooks, Mark Kerry, Peter Evans und Mark Tonelli | Schwimmen | 4 × 100 Meter Lagen        |
| Michelle Ford                                         | Schwimmen | Frauen, 800 Meter Freistil |

### Silber
| Name          | Sportart       | Wettkampf              |
| ------------- | -------------- | ---------------------- |
| John Sumegi   | Kanusport      | Einer-Kajak, 500 Meter |
| Rick Mitchell | Leichtathletik | 400 Meter              |

### Bronze
| Name(n)       | Sportart  | Wettkampf                       |
| ------------- | --------- | ------------------------------- |
| Graeme Brewer | Schwimmen | 200 Meter Freistil              |
| Max Metzker   | Schwimmen | 1500 Meter Freistil             |
| Peter Evans   | Schwimmen | 100 Meter Brust                 |
| Mark Kerry    | Schwimmen | 200 Meter Rücken                |
| Michelle Ford | Schwimmen | Frauen, 200 Meter Schmetterling |

## Teilnehmer nach Sportarten

### Basketball
- Herrenteam
8. Platz

- Kader
Danny Morseu
Gordon McLeod
Ian Davies
Larry Sengstock
Les Riddle
Mel Dalgleish
Michael Tucker
Perry Crosswhite
Peter Ali
Phil Smyth
Steve Breheny
Peter Walsh

### Bogenschießen
- Scott Dumbrell
Einzel: 26. Platz

- Terene Donovan
Frauen, Einzel: 9. Platz

- Carole Toy
Frauen, Einzel: 15. Platz

### Boxen
- Norman Stevens
Leichtgewicht: 17. Platz

- Benny Pike
Halbschwergewicht: 5. Platz

### Fechten
- Gregory Benko
Florett, Einzel: 9. Platz
Degen, Einzel: 17. Platz

- Michele Ferguson
Florett, Einzel: 22. Platz

- Helen Smith
Florett, Einzel: 25. Platz

### Gewichtheben
- Lorenzo Orsini
Bantamgewicht: 16. Platz

- Basilios Stellios
Leichtgewicht: 11. Platz

- Robert Kabbas
Leichtschwergewicht: Wettkampf nicht beendet

- Luigi Fratangelo
Mittelschwergewicht: Wettkampf nicht beendet

- Donald Mitchell
2. Schwergewicht: 7. Platz

### Judo
- Michael Young
Halbleichtgewicht: 13. Platz

- Michael Picken
Leichtgewicht: 7. Platz

- Marcus Carew
Mittelgewicht: 19. Platz

### Kanu
- John Sumegi
Einer-Kajak, 500 Meter: Silber 
Einer-Kajak, 1000 Meter: 4. Platz

- Barry Kelly
Zweier-Kajak, 500 Meter: 5. Platz
Vierer-Kajak, 500 Meter: 8. Platz

- Robert Lee
Zweier-Kajak, 500 Meter: 5. Platz
Vierer-Kajak, 500 Meter: 8. Platz

- Ken Vidler
Vierer-Kajak, 500 Meter: 8. Platz

- Crosbie Baulch
Vierer-Kajak, 500 Meter: 8. Platz

### Leichtathletik
- Rick Mitchell
400 Meter: Silber

- David Fitzsimons
5000 Meter: Halbfinale

- Stephen Austin
5000 Meter: Halbfinale
10.000 Meter: Vorläufe

- Bill Scott
10.000 Meter: 9. Platz

- Robert de Castella
Marathon: 10. Platz

- Chris Wardlaw
Marathon: 28. Platz

- Gerard Barrett
Marathon: Rennen nicht beendet

- David Smith
20 Kilometer Gehen: Rennen nicht beendet
50 Kilometer Gehen: Rennen nicht beendet

- Willi Sawall
50 Kilometer Gehen: 8. Platz

- Gary Honey
Weitsprung: 23. Platz in der Qualifikation

- Ian Campbell
Dreisprung: 5. Platz

- Ken Lorraway
Dreisprung: 8. Platz

- Peter Farmer
Hammerwurf: 13. Platz in der Qualifikation

- Peter Hadfield
Zehnkampf: 13. Platz

- Denise Boyd
Frauen, 100 Meter: Halbfinale
Frauen, 200 Meter: 7. Platz

- Debbie Wells
Frauen, 100 Meter: Viertelfinale

- Penny Gillies
Frauen, 100 Meter Hürden: Vorläufe

- Christine Annison
Frauen, Hochsprung: 6. Platz

- Gael Mulhall
Frauen, Kugelstoßen: 12. Platz
Frauen, Diskuswurf: 15. Platz in der Qualifikation

- Petra Rivers
Frauen, Speerwurf: 15. Platz in der Qualifikation

- Pam Matthews
Frauen, Speerwurf: 16. Platz in der Qualifikation

### Moderner Fünfkampf
- Robert Barrie
Einzel: 37. Platz

### Radsport
- Michael Wilson
Straßenrennen: 25. Platz
100 Kilometer Mannschaftsverfolgung: 11. Platz

- Kevin Bradshaw
Straßenrennen: Rennen nicht beendet
100 Kilometer Mannschaftsverfolgung: 11. Platz

- Remo Sansonetti
Straßenrennen: Rennen nicht beendet
100 Kilometer Mannschaftsverfolgung: 11. Platz

- Graham Seers
Straßenrennen: Rennen nicht beendet

- David Scarfe
100 Kilometer Mannschaftsverfolgung: 11. Platz

- Kenrick Tucker
Sprint: 7. Platz
1000 Meter Zeitfahren: 10. Platz

- Kelvin Poole
4000 Meter Einzelverfolgung: 9. Platz
4000 Meter Mannschaftsverfolgung: 6. Platz

- Colin Fitzgerald
4000 Meter Mannschaftsverfolgung: 6. Platz

- Kevin Nichols
4000 Meter Mannschaftsverfolgung: 6. Platz

- Gary Sutton
4000 Meter Mannschaftsverfolgung: 6. Platz

### Ringen
- Christopher Brown
Bantamgewicht, Freistil: in der 2. Runde ausgeschieden

- Zsigmond Kelevitz
Leichtgewicht, Freistil: in der 2. Runde ausgeschieden

- Michael Pikos
Halbschwergewicht, Freistil: 8. Platz

### Rudern
- Robert Lang
Zweier ohne Steuermann: 10. Platz

- John Bolt
Zweier ohne Steuermann: 10. Platz

- Islay Lee
Achter: 5. Platz

- Steve Handley
Achter: 5. Platz

- Bill Dankbaar
Achter: 5. Platz

- Andrew Withers
Achter: 5. Platz

- Tim Willoughby
Achter: 5. Platz

- James Lowe
Achter: 5. Platz

- Tim Young
Achter: 5. Platz

- Brian Richardson
Achter: 5. Platz

- David England
Achter: 5. Platz

- Anne Chirnside
Vierer mit Steuerfrau: 5. Platz

- Verna Westwood
Vierer mit Steuerfrau: 5. Platz

- Pamela Westendorf
Vierer mit Steuerfrau: 5. Platz

- Sally Harding
Vierer mit Steuerfrau: 5. Platz

- Susie Palfreyman
Vierer mit Steuerfrau: 5. Platz

### Schießen
- Yvonne Hill
Kleinkaliber liegend: 11. Platz

- David Hollister
Kleinkaliber liegend: 15. Platz

### Schwimmen
- Graeme Brewer
100 Meter Freistil: 8. Platz
200 Meter Freistil: Bronze 
400 Meter Freistil: Vorläufe
4 × 200 Meter Freistil: 7. Platz

- Mark Tonelli
100 Meter Freistil: Halbfinale
100 Meter Rücken: 7. Platz
200 Meter Rücken: Vorläufe
4 × 200 Meter Freistil: 7. Platz
4 × 100 Meter Lagen: Gold

- Neil Brooks
100 Meter Freistil: Halbfinale
4 × 100 Meter Lagen: Gold

- Ronald McKeon
200 Meter Freistil: 5. Platz
400 Meter Freistil: 8. Platz
4 × 200 Meter Freistil: 7. Platz

- Max Metzker
400 Meter Freistil: 7. Platz
1500 Meter Freistil: Bronze 
4 × 200 Meter Freistil: 7. Platz

- Mark Kerry
100 Meter Rücken: Halbfinale
200 Meter Rücken: Bronze 
4 × 200 Meter Freistil: 7. Platz
4 × 100 Meter Lagen: Gold

- Glenn Patching
100 Meter Rücken: Halbfinale
4 × 100 Meter Lagen: Gold

- Paul Moorfoot
200 Meter Rücken: 8. Platz
200 Meter Schmetterling: Vorläufe
400 Meter Lagen: Vorläufe

- Peter Evans
100 Meter Brust: Bronze 
200 Meter Brust: Vorläufe
4 × 100 Meter Lagen: Gold

- Lindsay Philip Spencer
100 Meter Brust: 6. Platz
200 Meter Brust: 5. Platz

- Michelle Pearson
Frauen, 100 Meter Freistil: Vorläufe
Frauen, 4 × 100 Meter Freistil: 5. Platz

- Rosemary Brown
Frauen, 100 Meter Freistil: Vorläufe
Frauen, 200 Meter Freistil: Vorläufe
Frauen, 400 Meter Freistil: Vorläufe
Frauen, 800 Meter Freistil: Vorläufe
Frauen, 4 × 100 Meter Freistil: 5. Platz
Frauen, 4 × 100 Meter Lagen: 6. Platz

- Karen Van de Graaf
Frauen, 200 Meter Freistil: Vorläufe
Frauen, 100 Meter Schmetterling: Vorläufe
Frauen, 200 Meter Schmetterling: Vorläufe
Frauen, 4 × 100 Meter Freistil: 5. Platz
Frauen, 4 × 100 Meter Lagen: 6. Platz

- Michelle Ford
Frauen, 400 Meter Freistil: 4. Platz
Frauen, 800 Meter Freistil: Gold 
Frauen, 200 Meter Schmetterling: Bronze

- Lisa Curry-Kenny
Frauen, 200 Meter Brust: Vorläufe
Frauen, 100 Meter Schmetterling: 5. Platz
Frauen, 400 Meter Lagen: Vorläufe
Frauen, 4 × 100 Meter Freistil: 5. Platz
Frauen, 4 × 100 Meter Lagen: 6. Platz

- Georgina Parkes
Frauen, 100 Meter Rücken: Vorläufe
Frauen, 200 Meter Rücken: Vorläufe

- Lisa Forrest
Frauen, 100 Meter Rücken: Vorläufe
Frauen, 200 Meter Rücken: 7. Platz
Frauen, 4 × 100 Meter Lagen: 6. Platz

### Turnen
- Lindsay Nylund
Einzelmehrkampf: 34. Platz
Barren: 47. Platz
Bodenturnen: 59. Platz
Pferdsprung: 54. Platz
Reck: 53. Platz
Ringe: 60. Platz
Seitpferd: 46. Platz

- Marina Sulicich
Frauen, Einzelmehrkampf: 32. Platz
Frauen, Bodenturnen: 49. Platz
Frauen, Pferdsprung: 55. Platz
Frauen, Schwebebalken: 53. Platz
Frauen, Stufenbarren: 45. Platz

- Kerry Bayliss
Frauen, Einzelmehrkampf: 33. Platz
Frauen, Bodenturnen: 54. Platz
Frauen, Pferdsprung: 59. Platz
Frauen, Schwebebalken: 56. Platz
Frauen, Stufenbarren: 50. Platz

### Wasserball
- Herrenteam
7. Platz

- Kader
Michael Turner
David Neesham
Robert Bryant
Peter Montgomery
Julian Muspratt
Andrew Kerr
Anthony Falson
Charles Turner
Martin Callaghan
Randall Goff
Andrew Steward

### Wasserspringen
- Stephen Foley
Kunstspringen: 11. Platz
Turmspringen: 16. Platz

- Kenneth Grove
Kunstspringen: 15. Platz
Turmspringen: 12. Platz

- Valerie McFarlane-Beddoe
Frauen, Turmspringen: 6. Platz
Frauen, Kunstspringen: 7. Platz

- Jennifer Donnet
Frauen, Turmspringen: 18. Platz
Frauen, Kunstspringen: 17. Platz